# Leptonetela sexdigiti
Espèce
Synonymes
- Sinoneta sexdigiti Lin & Li, 2010

Leptonetela sexdigiti est une espèce d'araignées aranéomorphes de la famille des Leptonetidae.

## Distribution
Cette espèce est endémique du Guizhou en Chine,. Elle se rencontre dans les grottes Qiaotou et Dadong dans le xian de Kaiyang.

## Description
Le mâle holotype mesure 1,82 mm et la femelle paratype 2,16 mm.

## Publication originale
- Lin & Li, 2010 : Leptonetid spiders from caves of the Yunnan-Guizhou Plateau, China (Araneae: Leptonetidae). Zootaxa, no 2587, p. 1–93.